# Фисенко, Валентин Николаевич
Валентин Николаевич Фисенко  (бел. Валянцін Мікалаевіч Фісенка; род. 24 августа 1934, Таганрог, Ростовская область, РСФСР, СССР — 6 августа 2016) — белорусский дипломат.

## Биография
Родился в Таганроге.
Окончил Московский государственный институт международных отношений МИД СССР (западный факультет, 1960), а так же дипломатическую академию МИД СССР (аспирантура, специальность «Международное публичное право», 1979).
Кандидат юридических наук (1979).
В 1960—1991 годах работал в Министерстве иностранных дел БССР, в 1968-1973 годах в секретариате отделения ООН в Женеве, Швейцария.
1 января 1992 г. стал представителем БССР в Комиссии социального развития ООН.
С 26 октября 1992 по 13 июля 1994 года был начальником договорно-правового управления, членом коллегии Министерства иностранных дел Республики Беларусь.
13 апреля 1994 года назначен Чрезвычайным и Полномочным Послом Республики Беларусь в Австрийской Республике и Постоянным представителем Республики Беларусь при международных организациях в Вене. Занимал обе эти должности по 10 марта 2000 года.
В 2000-х годах преподавал на историческом факультете и факультете международных отношений БГУ.
За многолетнюю добросовестную работу в системе дипломатической службы распоряжением Президента Беларуси Валентину Фисенко была объявлена благодарность.
Скончался в 2016 году.

## Семья
Сын — Игорь Фисенко, белорусский дипломат.

## Личные работы
- Статус борцов за национальное освобождение в современном международном праве : автореферат диссертации … кандидата юридических наук : 12.00.10 / Фисенко Валентин Николаевич. — Москва, 1979.
- Хартия сотрудничества (комментарий к Уставу СНГ) / В. Н. Фисенко, И. В. Фисенко. — Минск, 1993.
- Фисенко, В. Н. Правовой механизм ОБСЕ: курс лекций / В. Н. Фисенко. — Минск: БГУ, 2004.
- Актуальные проблемы международного публичного и международного частного права: сборник научных трудов. Выпуск 1  / В. Н. Фисенко. — Минск: БГУ, 2009.
- Актуальные проблемы международного публичного и международного частного права: сборник научных трудов. Выпуск 2  / В. Н. Фисенко. — Минск: БГУ, 2010.
- Актуальные проблемы международного публичного и международного частного права: сборник научных трудов. Выпуск 3  / В. Н. Фисенко. — Минск: БГУ, 2011.
- Проект Договора о европейской безопасности и его рассмотрение в ОБСЕ / В. Н. Фисенко. — Минск: БГУ, 2010.